# Carl Ludwig Rundt

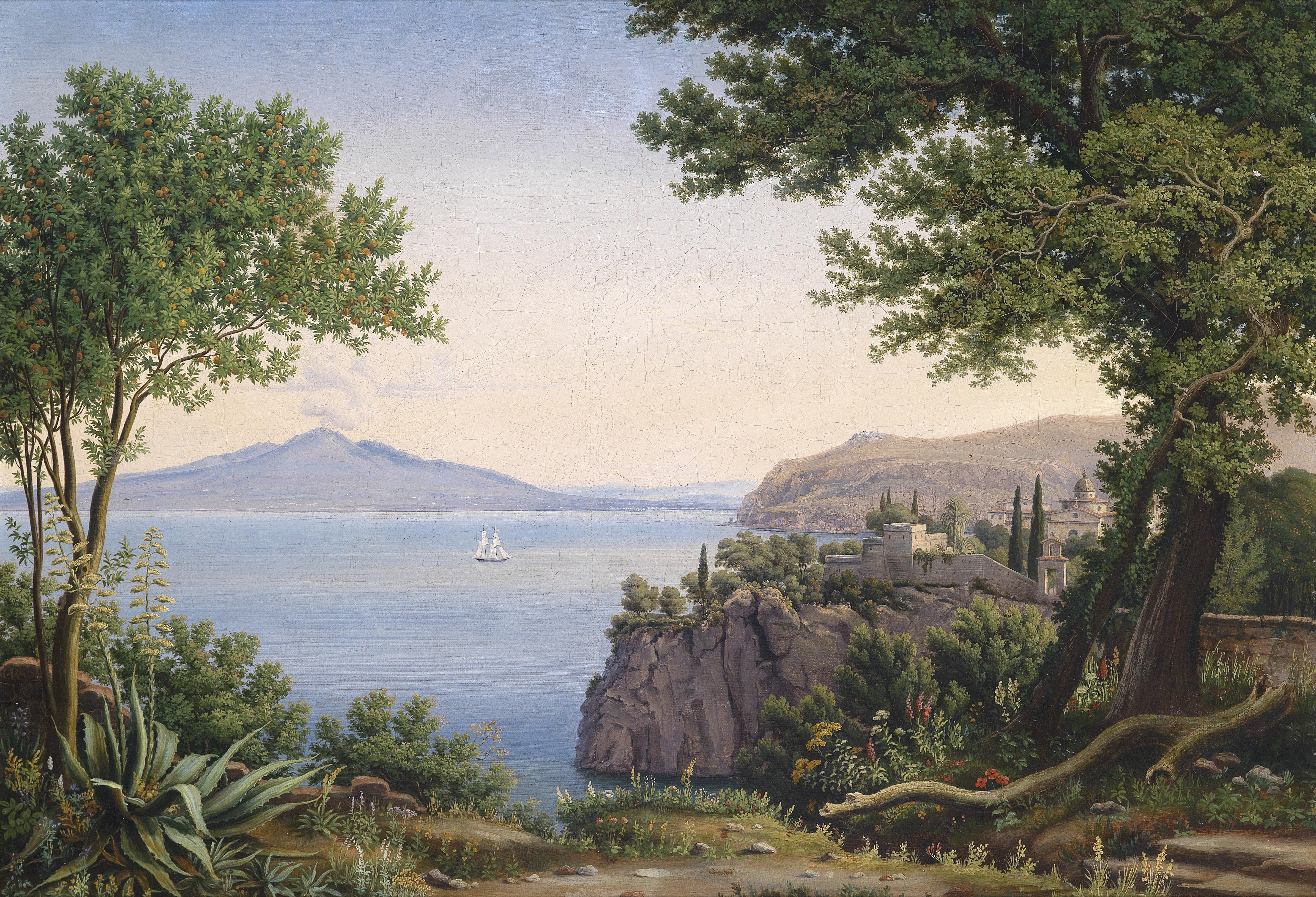
Blick auf einen Vulkan

Carl Ludwig Rundt (* 1802 in Königsberg; † 1868 in Wiesbaden) war ein deutscher Architektur-, Landschafts- und Vedutenmaler sowie Lithograf und Hofmaler.

## Leben
Rundt erlernte die Grundzüge der Malerei in Königsberg. Von 1822 bis 1827 studierte er an der Berliner Kunstakademie unter anderem bei Carl Joseph Begas. 1826 waren seine ersten Landschaftsbilder und Porträts in der Berliner Ausstellung zu sehen. Hier begann er damit Ansichten von Gebäuden wie Kirchen oder Innenansichten zu malen. Er unternahm eine Reise nach Italien, besuchte dort alle wichtigen Kunststätten und kam so auch nach Sizilien, wo es sich insbesondere der architektonischen Malerei widmete. Nach zwölf Jahren kehrte er 1840 zunächst nach Berlin zurück, wo er für einige Zeit tätig war und 1846 zum preußischen Hofmaler ernannt wurde. Anfang der 1850er Jahre besuchte Rundt England, um lithografische Ansichten der Universität Oxford herzustellen. Er schuf auch lithografische Ansichten der Ordensburg Marienburg. Dann ging er bis 1858 wieder nach Rom und im Anschluss nach Paris. 1861 kehrte er erneut heim nach Berlin. Er beschäftigte sich hauptsächlich mit lithografischen Ansichten von Sehenswürdigkeiten, die in großen Auflagen erschienen.

## Veröffentlichungen
- A walk round Oxford. Berlin 1851 (Teildigitalisat).
- Views of the most picturesque colleges in the University of Oxford. Part 1 [Berlin 1852?] (Digitalisat).
- Entwurf einer Denkschrift zur Beantwortung der Frage: Wie kann die bildende Kunst zeitgemäss und auf eine ihrer würdigen Weise in allen Kunstfächern gefördert und fruchtbar für die Nation und die Künstler gemacht werden? Bernstein, Berlin 1859.